# Henrik Starcke
Henrik Starcke (16. april 1899 i København – 5. juni 1973 på Frederiksberg, begravet på Karlstrup Kirkegård) var en dansk billedhugger, gift med maleren Dagmar Starcke. Han var søn af professor Carl Nicolai Starcke og bror til politikeren Viggo Starcke.

## Uddannelse og kunstnerisk virke
Henrik Starcke var oprindeligt uddannet som maler på Kunstakademiet hos professor Ejnar Nielsen i 1920-1924; men det var som billedhugger, han fandt sin udtryksform. Fra 1929 arbejdede han udelukkende med skulptur, ofte inspireret at sine oplevelser af tidligere tiders enkelt formgivne kunst på mange studierejser og udlandsophold. Skulpturen To tyrekalve (granit,1935-36) viser hans fortrolighed med den arkaiske billedhuggerkunsts stramme geometriske udtryk.
Ved udgravningerne af Pompeji og Ostia i Italien fandt man ved ruinerne af datidens villaer mosaikker med afbildninger af store frygtindgydende vogterhunde. Inskriptionen var kort og godt Cave Canem, hvilket betyder Pas på Hunden! Henrik Starckes skulptur Cave Canem bygger videre på titlen, med en humoristisk monumental fremstilling af en vogterhund, opbygget i jern og cement med indmurede flintesten. Skulpturen blev i 1970 skænket til Nørresundby Kulturudvalg med placering på brolandingen ved Limfjorden i Nørresundby. Her fik den symbolsk betydning som vogter af Nørresundby mod Aalborg Storkommune. Skulpturen flyttedes på grund af trafikomlægning i 1995 til Lindholm Strandpark.
Henrik Starckes materialevalg var i øvrigt overvejende granit, bronze og træ, men ind imellem utraditionelt og overraskende som eksempelvis polycrome stentøjsskår, flinteskærver og rustne søm, hvilket underbyggede deres fantasifuldhed og humor.
Motiverne spændte fra menneskeskikkelser, fugle- og dyreskulpturer til emner fra bibelske fortællinger.
Den Frie Udstilling havde optaget Henrik Starcke som medlem 1934, og i de efterfølgende år gjorde han sig gældende med sit egenartede billedsprog blandt udstillingens øvrige billedhuggere, i høj grad med sine relieffer.
Til udsmykning af formynderskabsrådets sal i FNs nye hovedkvarter på Manhattan i New York udskrev Akademirådet efter henvendelse fra undervisningsministeriet en bunden idékonkurrence om udsmykningen blandt fire danske billedhuggere: Mogens Bøggild, Kai Louis Jensen, Henrik Starcke og Erik Thommesen. Efter afholdelsen af konkurrencen vedtoges i samråd med arkitekten Finn Juhl, som designede indretningen af salen 1951-52, at overdrage arbejdet med udsmykningen til Henrik Starcke ud fra det indsendte konkurrenceprojekt med en bemalet teaktræskulptur af en kvinde med en blå fugl.

## Udstillinger i udvalg
- 1931-32 Kunstnernes Efterårsudstilling
- 1934-36, 1939-44, 1946, 1948, 1951-53, 1957, 1959.1963, 1966-67, 1969, 1971-1974 Den Frie Udstilling (mindeudstilling)
- 1939 Nordisk Konstutställning Göteborg
- 1940-41 Tegneudstilling, Statens Museum for Kunst
- 1948, 1952 Biennalen, Venezia
- 1952 Ny Carlsbergfondets Jubilæumsudstilling, Charlottenborg m. fl.
- 1954 Kunstakademiets Jubilæumsudstilling, Charlottenborg
- 1957 Deense beeldhouwkunst, Stadspark Groningen
- 1983 Skulptur i mørke, Nordjyllands Kunstmuseum m.fl.
- 1985 Børn og unge i dansk kunst, Hjørring Kunstmuseum m.fl.

### Separatudstillinger
- 1946 Kunstforeningen København, sammen med Dagmar Starcke
- 1963 Trondheim Kunstforening, sammen med Adam Fischer
- 1966 Det danske Hus i Paris
- 1976 Hørsholm Kunstforening, sammen med Dagmar Starcke

## Stillinger og hverv
- 1940- Medlem af bestyrelsen for Den Frie Udstilling
- 1946- Medlem af Akademirådet
- 1950-51 Medlem af censurkomitéen for Kunstnernes Efterårsudstilling
- 1958-68 Medlem af legatbestyrelsen for Albertina

## Kendteste værker
- 1945 Ravn, flinteskærver, Købmagergade i København
- 1949 Dagmarbrønden, udført i granit, indsat i kirkemuren ved Sankt Bendts Kirke i 1949 (Ringsted)
- 1956 Livsglædens herold, keramisk mosaik, Aalborghallen
- 1957 To relieffer symboliserende musikken, polykrome potteskår, Radiohusets koncertsals foyer, København (Thorvaldsens Medaille)
- 1959 Løve, udført i stentøjsmosaik, opstillet ved Bakkegårdsskolen i Gentofte.
- 1960 De fire Vinde, kobber, rustfrit stål og emalje, opstillet i Københavns lufthavn.
- 1968 Kvinde med Fugl, bemalet teaktræ, opstillet i FN-bygningen, New York.
- 1970 Cave Canem, jern, cement og flintesten, opstillet først ved Limfjordsbroen, fra 1995 i Lindholm Strandpark, Nørresundby.

## Værker i offentlig eje, udvalg
- 1924 Petrus med hanen, granitgrus, Kastrupgårdsamlingen
- 1929 Pige, spejlhåndtag, Statens Museum for Kunst
- 1935 Stående ung mand, bronze, Trapholt
- 1940 Hoved, basalt, Glyptoteket
- 1942 Ung stående nøgen mand, bronze, Statens Museum for Kunst
- 1950 Løve, polykrom chamottemosaik, Fredericia Stadion

### Relieffer
- 1930 ca. Abraham i Mamrelund, kunststen, Rungsted Statsskole og 1961 Svenska Gustafskyrkan, København
- 1940 Begravelse, cement, Vestre Kirkegård, København
- 1946-48 Monument for Frihedskampen, bornholmsk granit, Farsø

### Udsmykninger
- 1941-43 Frise, kunststen, Forsamlingssalen på Skamlingsbanken. Skitse i gips i Museet for Dekorativ Kunst, Lund
- 1944-46 Ravn og 6 dyr i relief, flinteskærver m.m., Købmagergade tidl. Ravns Pelshus, København
- 1956 Livsglædens herold, keramisk relief, Aalborghallen
- 1957 To relieffer symboliserende musikken, polykrome potteskår, Radiohusets koncertsals foyer, København
- 1967 Krucifiks, moseeg, Helligåndskirken, Niels Hemmingsens Gade, København
- 1968 Gudernes måltid, bronzerelief, Rundskuedagens Plejehjem, Dannebrogsgade, København
- 1969 Theseus, Minotaurus og Adriane, relief, Rundhøjskolen, Højbjerg

## Udmærkelser
- 1927 Den Raben-Levetzauske Fond
- 1928 Den Raben-Levetzauske Fond (igen)
- 1928 Herzogs Præmie
- 1935 Oscar Carlsons Præmie
- 1937 Det anckerske Legat
- 1940 Eckersberg Medaillen som uddeles af Akademiet for de skønne Kunster.
- 1941 Zacharias Jacobsens Legat
- 1943 Billedhugger Kai Nielsens Mindelegat.
- 1960 Thorvaldsen Medaillen som uddeles af Akademiet for de skønne Kunster (Højeste udmærkelse).
- 1965 Viggo Jarls legat til fordel for danske billedhuggere. (Ærespris uddelt af ’’Den Frie Udstilling’’)
- 1967 Niels Larsen Stevns og hustru Annas Legat.